# Hands of Love
«Hands Of Love» —en español: Manos del amor— es una canción interpretada por la cantante y compositora estadounidense Miley Cyrus, perteneciente a la banda sonora de la película Freeheld (2015). La canción fue escrita por Linda Perry y producida por Kerry Brown. Fue lanzada el 2 de octubre de 2015 por RCA Records como el primer sencillo de la banda sonora.

## Antecedentes y composición
| «Muy orgullosa de ser parte de @freeheldmovie ❤️ cantando una canción épica escrita por Linda Perry y gracias a este increíble elenco para dar un rostro y luz a esta historia increíble y brillante sobre la oscura verdad brutal del amor vs la ley!». —Miley Cyrus hablando sobre trabajar en la canción y la película mediante Instagram. |

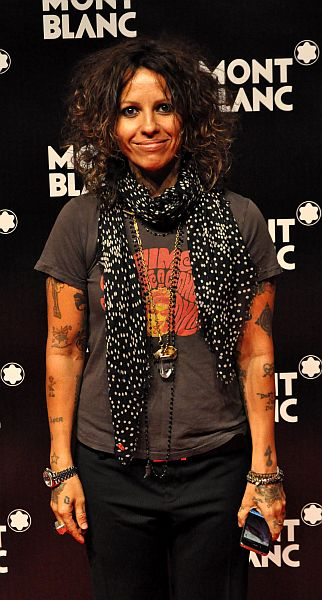
Linda Perry, única compositora de la canción.

El 13 de septiembre Cyrus mediante su cuenta de Instagram confirmó su participación en la banda sonora de la película basada en hechos reales, a estrenarse en cines el 2 de octubre, Freeheld protagonizada por Julianne Moore y Ellen Page, con una canción escrita por la compositora Linda Perry y producida por Kerry Brown titulada inicialmente «In The Hands Of Love». Perry mediante un tuit en Twitter confirmó el título inicial de la canción y agradeció a Cyrus su participación en el tema describiéndola como «honesta y real».
El 14 de septiembre fue publicado un artículo por la prestigiosa revista Time donde Perry y Cyrus ofrecieron algunas declaraciones al respecto de esta colaboración musical. Así, se supo que Cyrus fue escogida para interpretar la canción debido a su implicación con la lucha de los derechos de la comunidad LGBT a la que se hace referencia en el film, principalmente con su propia fundación Happy Hippie creada a finales de 2014, siendo recomendada por una de las dos protagonistas, Ellen Page. Según Page, la cantante «tiene una voz hermosa, única, impresionante, y Miley está haciendo un montón de cosas increíbles para la comunidad LGBTQ (...) Pensé que iba a ser un ajuste perfecto. Ella y Linda hicieron algo realmente especial. Sigo escuchándola después de oírla». Asimismo, Cyrus afirma que poder interpretar esta canción supone un apoyo a unas de sus actrices favoritas y además, el poder difundir su mensaje de libertad de forma «entretenida» y es que afirma «Es una forma interactiva para que la gente escuche su mensaje al ponerlo en una canción que les gusta escuchar, o una película que quieren ver». A continuación, podemos conocer que la canción fue grabada en el estudio musical de Linda Perry, afirmando que ambas trabajaron muy bien juntas, afirmando que Cyrus le dio un toque especial a lo que había hecho la compositora. De la misma manera, Perry afirma que la composición de la canción fue fácil e inspiradora gracias a la historia real sobre la que se basa la película. Con el artículo se adjunta un tráiler de película donde se pueden escuchar breve mente el tema.  Poco después el tráiler fue publicado en YouTube mediante la cuenta de la productora de la película Lionsgate.
El 30 de septiembre se anunció el lanzamiento de la canción para el 2 de octubre, llamada definitivamente como «Hands of Love». Un día antes de su puesta en libertad, la canción fue publicada mediante Spotify el 1 de octubre, a espera de la puesta en venta mundial el 2 de octubre. En octubre, en una entrevista para Billboard, Linda Perry dijo estar muy orgullosa del trabajo realizado, afirmando que Cyrus es «tan generosa y con clase. Me sorprendió (...) Ella es mi persona favorita que hay ahora, porque ella está lo haciendo a su manera». Asimismo, se mostró muy feliz al pensar que podrían ser nominadas a los Premios Óscar por la canción. En diciembre de 2015 se supo que la canción se encontraba entre las canciones de artistas femeninas más escuchadas en Spotify en ese año.
A mediados de diciembre se supo que «Hands Of Love» fue preseleccionada de cara a las próximas nominaciones de los Premios Óscar en la categoría de Mejor Canción Original en la edición de 2016. Así la canción formó parte de una extensa lista de más de 74 candidaturas de diferentes artistas como Lady Gaga, Rihanna o Jennifer López entre otros. En enero de 2016 se supo que Linda Perry, compositora de la canción, grabó su propia versión del tema a modo de demo poco después de ver la película, siendo enviada a los equipos de producción de la misma y al propio equipo de Miley Cyrus, quien acabaría grabando la versión final. Asimismo, «Hands Of Love» fue escogida para una campaña del Centro LGTB de Los Ángeles a favor de los derechos de esta comunidad y así, intentar llamar más la atención para aumentar las posibilidades a una nominación en los Óscars. Finalmente, la canción no fue nominada.

## Recepción

### Recepción de la crítica

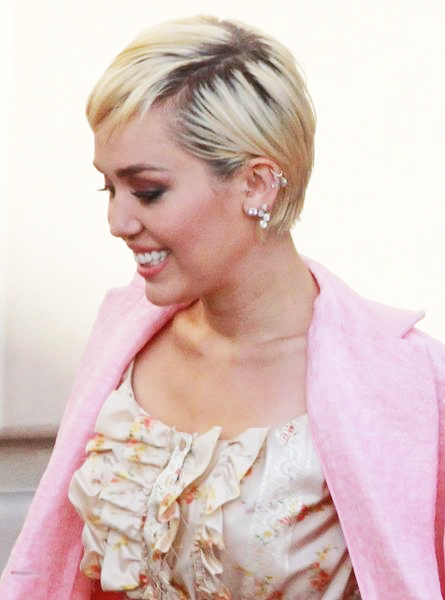
Miley Cyrus, intérprete de la canción.

La canción obtuvo en su gran mayoría las alabanzas de la crítica musical, destacando el mensaje de libertad y amor que se promueve junto con la película y la calidad vocal de Cyrus. Antes de la liberación de la canción de forma oficial y pública, algunos críticos tuvieron la oportunidad de escuchar la canción completa. Entre ellos se encontró Roger Friedman, organizador de diversos festivales de cine, entre ellos Cannes, Sundance y Telluride. Friedman afirmó que «Hands Of Love» es una magnífica canción y una clara opción de cara a las nominaciones de los próximos Premios Óscar y de los Premios Grammy. Desde Entertainment Tonight coincidieron en la posibilidad de una nominación a los próximos Óscars, comentando que se trata de un «himno» y una «preciosa balada». Asimismo, desde el portal Deadline, que se mantiene pendiente de las nominaciones a varias premiaciones, también pensaron en la posibilidad de cara a los Óscars, afirmando que la banda sonora tiene un gran mensaje acompañado de una gran composición, y es que afirman: «las letras son tan significativas y oportunas como cualquier otro contendiente este año».
Una vez publicada la balada el 2 de octubre,  los diferentes medios de comunicación se hicieron eco del estreno, comentado la banda sonora. Escribiendo para Billboard, Jason Lipshutz describe la canción como una «gran balada contundente», afirmando que «es un canto de inspiración a lo largo de las líneas de «Beautiful» de Christina Aguilera — tiene sentido, como Linda Perry ayudó a escribir «Hands Of Love». Poco después, la misma revista consideró la canción como una de las mejores estrenadas durante esa semana, diciendo que «se trata de una «Wrecking Ball» aún más adulta con un brillo contemporáneo». Desde el sitio web Music Times se le dieron comentarios positivos al sencillo, comentando que «Cyrus a atenuado su lado salvaje para «Hands Of Love», que cuenta con un mar masivo de órganos, cuerdas de una orquesta y el toque justo de piano. (...) Cyrus canta por la lucha por la igualdad con su voz de amplio alcance». Asimismo, desde Digital Spy también elogiaron a Cyrus, afirmando que «Cyrus ha vuelto a hacer lo que mejor sabe: la liberación de grandes baladas pop (...) Miley ofrece un toque en su entrega emocional en un número medio tiempo entusiasta. Es un cambio agradable de la dirección para Miley». Desde Idolator realizaron una reseña positiva de la banda sonora, y es que «Miley Cyrus golpea el botón de reinicio y nos recuerda que, por debajo de todas las lenguas y twerking, las fotografías de Instagram escandalosas y sesiones de fotos de desnudos, hay un vocalista enormemente talentosa con la habilidad de canalizar la emoción pura en una pieza pop de cuatro minutos», describiendo «Hands Of Love» como una «poderosa balada». Desde The Huffington Post defendieron este sencillo como un «himno» de la libertad de expresión, afirmando que «sugieren que el movimiento por los derechos gays es impulsado por el amor y la solidaridad, en última instancia, lo que permite a las personas LGBT ganar fuerza por entrar en su identidad».

## Presentaciones en directo
El 10 de octubre se anunció que la primera actuación en directo de «Hands of Love» sería realizada en el programa de televisión The Ellen DeGeneres Show. La actuación fue grabada el 15 de octubre, siendo emitida al día siguiente. La actuación fue muy sencilla y minimalista, con Cyrus vestida de negro acompañada al piano por Linda Perry, realizando una versión acústica al piano de la canción. El 7 de noviembre durante la gala de los Vanguard Awards celebrada en Los Ángeles, Perry debía presentar en directo la canción sin la intervención de Cyrus, la cual fue homenajeada por su labor en la lucha por los derechos de la comunidad LGBT, pero por razones desconocidas no se llegó a realizar dicha actuación.

## Lista de canciones
- Descarga digital

1. «Hands Of Love» – 3:49[8]

## Créditos y personal
- Miley Cyrus: voz

## Listas

### Semanales
| País (Lista 2015)                               | Mejor posición | Ref    |
| ----------------------------------------------- | -------------- | ------ |
| Canadá (Canadian Hot 100)                       | 58             | [ 23 ] |
| Canadá (Digital Songs)                          | 18             | [ 24 ] |
| Escocia (The Official Charts Company)           | 61             | [ 25 ] |
| Estados Unidos (Billboard + Twitter Top Tracks) | 1              | [ 26 ] |
| Estados Unidos (Bubbling Under Hot 100 Singles) | 7              | [ 27 ] |
| Estados Unidos (Digital Songs)                  | 29             | [ 28 ] |
| Francia (SNEP)                                  | 98             | [ 29 ] |
| Reino Unido (The Official UK Charts Company)    | 72             | [ 30 ] |

## Historial de lanzamientos
| País                 | Fecha                | Formato                            | Discográfica | Ref.  |
| -------------------- | -------------------- | ---------------------------------- | ------------ | ----- |
|                      | 1 de octubre de 2015 | Streaming (exclusivo para Spotify) | RCA Records  | [ 7 ] |
| 2 de octubre de 2015 | Descarga digital     | [ 6 ] [ 8 ]                        | RCA Records  |       |